# Attila cinnamomeus
Az Attila cinnamomeus a madarak (Aves) osztályának verébalakúak (Passeriformes) rendjébe és a királygébicsfélék (Tyrannidae) családjába tartozó faj.

## Rendszerezése
A fajt Johann Friedrich Gmelin német természettudós írta le 1789-ben, még a légykapófélék (Muscicapidae) családjába tartozó Muscicapa nembe, Muscicapa cinnamomea néven.

## Előfordulása
Dél-Amerika északi részén, Bolívia, Brazília, Kolumbia, Ecuador, Francia Guyana, Guyana, Peru, Suriname és Venezuela területén honos. 
Természetes élőhelyei a szubtrópusi vagy trópusi mocsarak, édesvizű tavak, folyók és patakok környéke. Állandó, nem vonuló faj.

## Megjelenése
Testhossza 21 centiméter, testtömege 28–45 gramm.

## Életmódja
Ízeltlábúakkal táplálkozik, de kisebb kétéltűeket is fogyaszt.

## Természetvédelmi helyzete
Az elterjedési területe rendkívül nagy, egyedszáma csökken, de még nem éri el a kritikus szintet. A Természetvédelmi Világszövetség Vörös listáján nem fenyegetett fajként szerepel.